# Храм Сошествия Святого Духа (Саратов)
Храм Сошествия Святого Духа в Сара́тове — православный храм Саратовской епархии. С марта 2001 года до октября 2014 года храм временно имел статус кафедрального собора епархии.
Храм расположен на Духосошественской площади, д. 3 в Волжском районе города Саратова. Главный престол освящён в 1948 году в честь Сошествия Святого Духа на апостолов; правый придел — в 1995 году во имя святителя и чудотворца Николая, левый придел — в 1995 году в честь иконы Пресвятой Богородицы «Знамение». К храму приписана часовня в честь иконы Божией Матери «Живоносный Источник» (СИЗО № 1).

## История
Первое упоминание в саратовских газетах о новой церкви во имя Сошествия Святого Духа на апостолов датируется 1844 годом. В 1855 году на средства почётного гражданина Саратова купца первой гильдии Петра Тюльпина на месте деревянной постройки была возведена каменная церковь и колокольня. Освятил храм в 1858 году Иоанникий (Горский), епископ Саратовский и Царицынский.
В конце 20-х годов XX века Духосошественская церковь была захвачена обновленцами, но спустя полгода клир храма принёс покаяние. Она получила статус соборной предположительно в 1935 году, после закрытия Сретенской церкви (Александро-Невский кафедральный собор Саратова в последние годы перед закрытием в 1930 году действовал как обновленческий).
В 1931 году колокола храма изъяли для нужд промышленности. В 1939 году храм закрыли и с того времени использовали как зернохранилище. 13 июня 1941 года Саратовский горисполком принял к рассмотрению ходатайство о перестройке закрытого храма в кинотеатр, но нападение фашистской Германии на СССР 22 июня предотвратило реализацию этого проекта.
Храм вновь был открыт в декабре 1947 года. Стены были заново расписаны, а в остальном помещение почти не пострадало. В 1948 году главный придел был заново освящён Борисом (Виком), и в нём начались регулярные богослужения. Взамен утраченного иконостаса установили временный одноярусный, который простоял 20 лет. В 1969 году для Духосошественского собора удалось создать художественный трёхъярусный иконостас, освящённый 5 января 1970 года.
В архиерейской усыпальнице Духосошественского собора в 2003 году погребён архиепископ Саратовский и Вольский Александр (Тимофеев).

## Статус
Постановлением Саратовской Областной Думы от 17 ноября 1994 года № 7-59 Духосошественская церковь признана памятником истории и культуры регионального значения.
Указом патриарха Московского и всея Руси Алексия II № 1115 от 16 марта 2001 года Духосошественскому храму был придан статус кафедрального «до восстановления разрушенного в 30-е годы кафедрального собора во имя святого благоверного князя Александра Невского или до полной реставрации Свято-Троицкого собора».
Согласно указу патриарха Кирилла № У-01/169 от 10.10.2014 г., статус кафедрального перешёл к Троицкому собору. Духосошественский собор официально стал называться «Храм Сошествия Святого Духа», однако благодаря сложившейся традиции, его по-прежнему продолжают называть собором.